# GANOVEX-Kette
GANOVEX-Kette är en bergskedja i Antarktis. Den ligger i Östantarktis. Nya Zeeland gör anspråk på området.